# Penzigia placenta
Penzigia placenta är en svampart som beskrevs av Petch 1924. Penzigia placenta ingår i släktet Penzigia och familjen kolkärnsvampar.   Inga underarter finns listade i Catalogue of Life.